# Френсіс Енн Гопкінс
 Френсіс Енн Гопкінс (англ. Frances Anne Hopkins; 2 лютого 1838 — 5 березня 1919) — англійська художниця.

## Життєпис

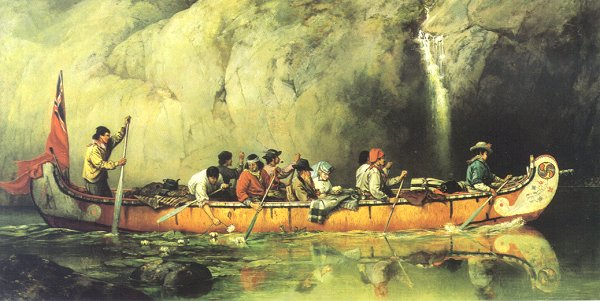
Вояжери в каное долають водоспад (Онтаріо), 1869

Народилася в Англії у сім'ї Фредеріка Вільяма Бічі, гидрографа і капітана королівського флоту, і Шарлотти Степлтон.
У 1858 році вийшла заміж за Едварда Гопкінса, службовця Компанії Гудзонової затоки, чия робота привела її в Північну Америку. Разом з чоловіком багато подорожувала в каное вздовж найважливіших маршрутів хутряної торгівлі. Під час подорожей зробила безліч ескізів і таким чином записала цей момент канадської історії.
Найвідоміші роботи — кілька полотен, зроблених на основі ескізів. На них зображені мандрівники у каное, а також вона та її чоловік на веслах.
Повернулася до Англії в 1870 році та прожила там до самої смерті. Багато з її робіт є частиною колекції Бібліотеки та Архіву Канади. У 1988 році Поштовою службою Канади була випущена поштова марка з репродукцією її картини «Мандрівники в каное долають водоспад» і портретом художниці.

## Галерея

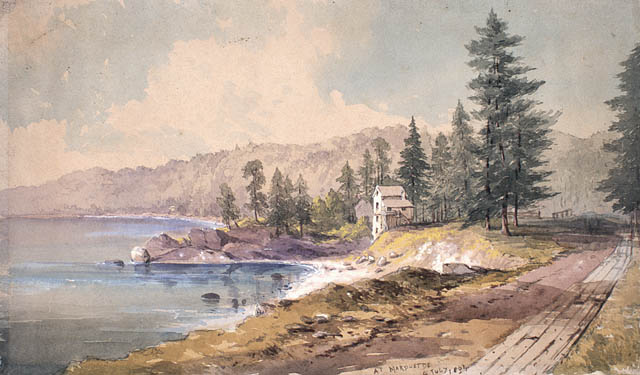
«Біля Маркетту, Мічиган», 1864
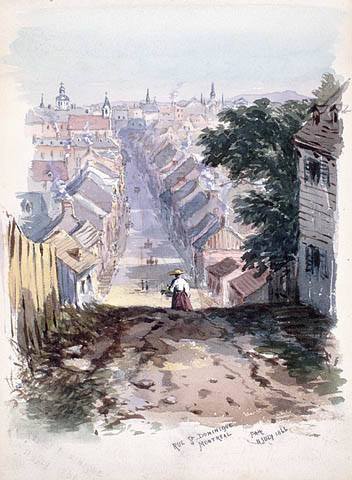
«Вулиця Сент-Домінік», 1866
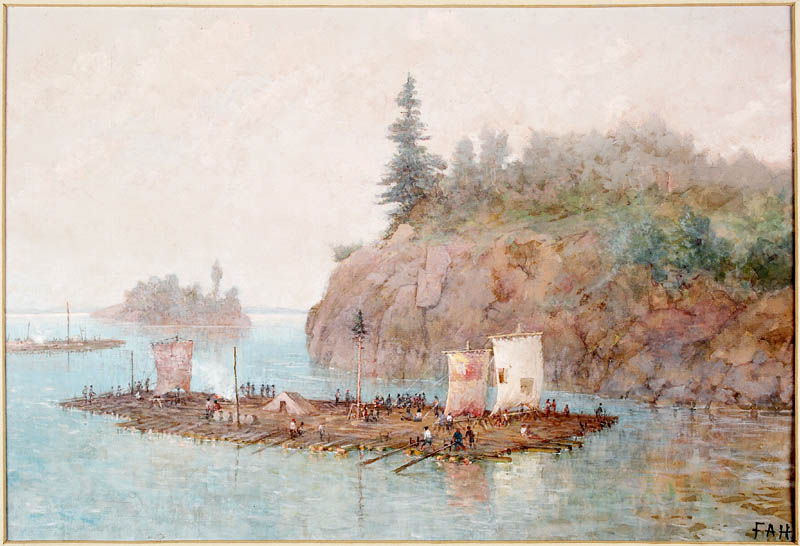
«Пліт», 1868
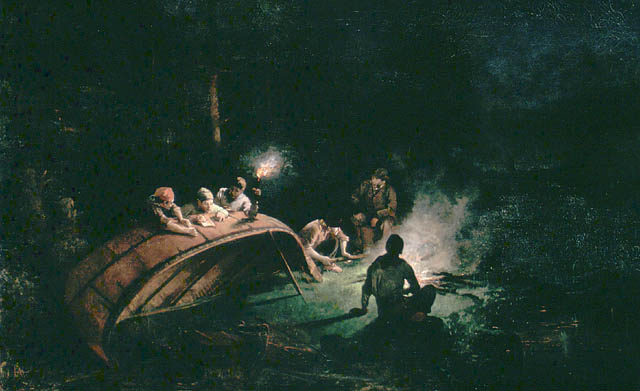
«Вечірка біля багаття», 1870
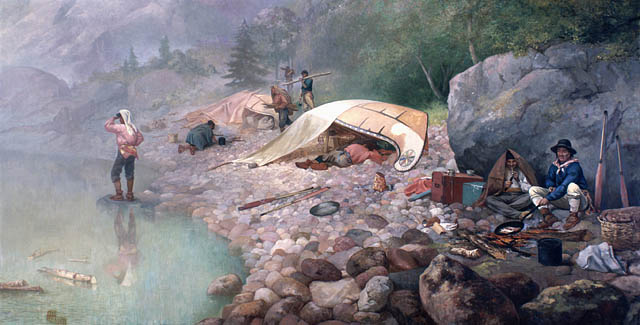
«Вояжери на світанку», 1871
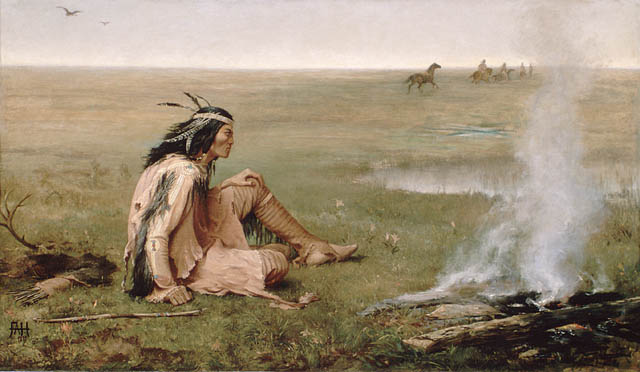
«Залишений помирати», 1872
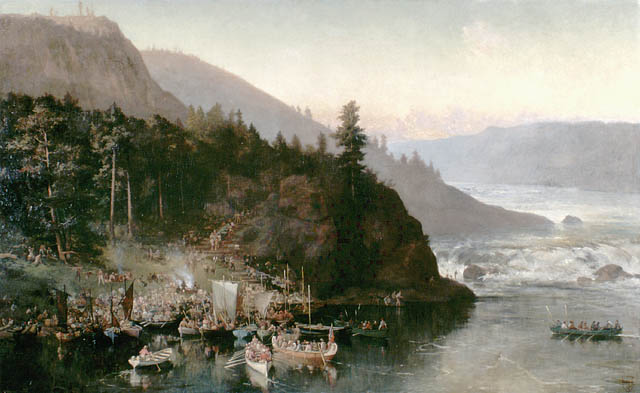
«Експедиція на Ред-Рівер біля водоспаду Какабека», 1877
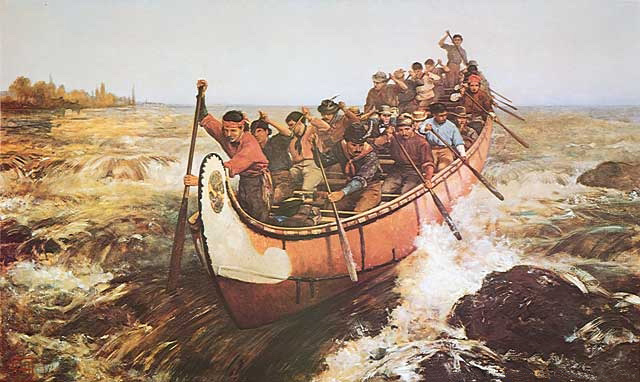
«Долаючи бистрини», 1879